# Hard Promises
| Recensione              | Giudizio        |
| ----------------------- | --------------- |
| AllMusic                | [ 3 ]           |
| Robert Christgau        | B               |
| Sputnikmusic            | 3.8 (Excellent) |
| Piero Scaruffi          | [ 6 ]           |
| Ondarock                | [ 7 ]           |
| Dizionario del Pop-Rock | [ 8 ]           |
| 24.000 dischi           | [ 9 ]           |

Hard Promises è il quarto album discografico in studio del gruppo musicale rock Tom Petty and the Heartbreakers, pubblicato nel maggio del 1981.

## Il disco
Il titolo è tratto da una strofa del ritornello del brano Insider.
L'album arrivò in quinta posizione in classifica, inoltre fu certificato disco d'oro il 14 luglio 1981 e disco di platino il 1 agosto 1981.
Durante la sessione di registrazione dell'album era atteso John Lennon, che doveva assistere alla registrazione. Tom Petty era impaziente di incontrarlo, ma l'incontro non ebbe mai luogo in quanto l'ex Beatles fu ucciso prima che potesse arrivare nello studio di registrazione.
In omaggio a Lennon l'album porta inciso una dedica: We Love You JL.

## Tracce
Brani composti da Tom Petty eccetto dove indicato.
Lato A
1. The Waiting – 3:58
2. A Woman in Love (It's Not Me) – 4:21 (Tom Petty, Mike Campbell)
3. Nightwatchman – 3:59 (Tom Petty, Mike Campbell)
4. Something Big – 4:44
5. Kings Road – 3:26

Lato B
1. Letting You Go – 3:24
2. A Thing About You – 3:34
3. Insider – 4:23
4. The Criminal Kind – 4:00
5. You Can Still Change Your Mind – 4:15 (Tom Petty, Mike Campbell)

## Formazione
Hanno partecipato alle registrazioni secondo le note dell'album:
Tom Petty and the Heartbreakers
- Tom Petty – voce, chitarra acustica, chitarra elettrica 6 corde e 12 corde,  basso, pianoforte, Fender Rhodes in Something Big
- Mike Campbell – chitarra elettrica a 6 corde e 12 corde, autoharp, accordion, harmonium, basso
- Benmont Tench – organo Hammond, pianoforte, cori
- Ron Blair – basso
- Stan Lynch – batteria, cori

Altri musicisti
- Phil Jones – percussioni
- Donald "Duck" Dunn – basso in A Woman in Love
- Stevie Nicks – armonie vocali in Insider, cori in You Can Still Change Your Mind
- Lori Nicks – cori in Insider
- Sharon Ceylani – cori in You Can Still Change Your Mind
- Alan "Bugs" Weidel – pianoforte in Nightwatchman

Tecnici
- Jimmy Iovine – produttore
- Tom Petty – produttore
- Shelly Yakus – ingegnere del suono
- Brad Gilderman – assistente ingegnere del suono
- Tori Swenson – assistente ingegnere del suono
- Greg Calbi – mastering

## Classifiche
| Classifica (1981)           | Posizione Massima |
| --------------------------- | ----------------- |
| Australia (ARIA)            | 21                |
| Canada (RPM magazine)       | 3                 |
| Stati Uniti (Billboard 200) | 5                 |
| Regno Unito (OCC)           | 32                |